# نيبلز
نيبلز (بالإنجليزية: Naples)‏ هي مدينة أمريكية تقع في ولاية فلوريدا. تبلغ مساحة هذه المدينة 37.3 (كم²)،ويبلغ عدد سكانها 21653 نسمة حسب إحصاء سنة 2010 م 21653.

## توأمة
لنيبلز اتفاقيات توأمة مع:
- نابولي

## أعلام
- دونا سمر
- روبرت فانو
- جيف أدريان
- جيسي ويتن
- لورين إمبري
- كريس جونسون
- روبرت لودلم
- ماري هيغينز كلارك
- جيم لسكتف
- جنيفر ماير